# Creed 3
Pour les articles homonymes, voir Creed.
Série Rocky
Creed 2
(2018)
Pour plus de détails, voir Fiche technique et Distribution.
Creed 3 : La Relève de Rocky Balboa (Creed III) est un film américain réalisé par Michael B. Jordan et sorti en 2023.
Neuvième film de la série Rocky, il fait suite à Creed 2 de Steven Caple Jr., sorti en 2018. Michael B. Jordan y reprend son rôle d'Adonis Creed et officie pour la première fois de sa carrière comme réalisateur. Par ailleurs c'est le premier film de la saga où Sylvester Stallone ne reprend pas son rôle de Rocky Balboa.
Désormais au sommet de sa carrière, Adonis Creed voit ressurgir son passé quand un vieil ami, Damian Anderson, sort de prison après 18 ans derrière les barreaux. Alors que Damian désire plus que tout prouver sa valeur en tant que boxeur, Adonis va faire des choix qui vont inévitablement pousser les deux anciens amis à s'affronter sur le ring pour le titre de champion du monde.

## Synopsis
À Los Angeles en 2002, Adonis Creed traîne souvent en ville avec son ami Damian Anderson. Ce dernier, boxeur émérite, remporte de nombreux combats locaux. Mais à la suite d'une agression violente devant une supérette, leurs chemins se séparent, Damian étant emprisonné.
Vingt ans plus tard, Adonis, après avoir conservé son titre de champion toutes catégories à la suite d'une revanche contre Ricky Conlan, a pris sa retraite. Il est désormais à la tête d'un empire, Creed Athletics, prenant sous son aile de jeunes boxeurs pour organiser des combats à forts enjeux médiatiques. Il vit par ailleurs des jours heureux dans une luxueuse propriété, avec sa femme Bianca et Amara, leur fille sourde de naissance. Adonis communique avec elle en langue des signes. De son côté, Bianca s'est reconvertie en gérante de label et a produit de nombreux artistes.
Un jour, en sortant de son club de boxe, Adonis retombe sur Damian, fraîchement sorti de prison après 18 ans. Damian lui confie son ambition de devenir champion du monde de boxe, se considérant toujours à la hauteur et plus fort qu'Adonis. Damian demande de lui laisser une chance contre un grand boxeur, comme Apollo Creed avait jadis laissé sa chance à Rocky Balboa. Adonis refuse, mais il propose à Damian d'être le sparring-partner de Felix Chavez, son protégé, pour qui un combat au sommet contre Viktor Drago est prévu. Little Duke, le patron du club, voit cela d'un mauvais œil, sachant le passé de Damian.
Lors d'une fête mondaine organisée par le label de Bianca, une altercation cause une blessure à la main de Viktor Drago. Ce dernier ne peut donc plus affronter Felix. Refusant d'annuler l'événement à la date prévue, Adonis décide de faire s'affronter Damian face à Felix. Le soir du match, qui se déroule à la Crypto.com Arena, Damian domine Felix et boxe à la limite du règlement. À la surprise générale, il le met KO au troisième round, s'emparant de la ceinture de champion du monde, pour son tout premier combat professionnel. Après le combat, Duke est très en colère contre Adonis, car il l'avait mis en garde contre Damian.
Peu après, Adonis découvre que sa mère a caché les lettres que Damian lui avait envoyées quand il était en prison pour le protéger et l'obliger à passer à autre chose. Sur une photo, Adonis réalise que Damian s'est lié d'amitié avec d'autres criminels en prison, et reconnaît l'homme qui a volontairement blessé Drago afin de laisser à Damian une chance de combattre. Empli d'arrogance et de colère envers Adonis, Damian a pour ambition de tout lui prendre, jugeant qu'il mérite la carrière qu'Adonis a eu à sa place. En rentrant chez lui, Adonis invective également Bianca, qui le somme de ne plus jamais se comporter de la sorte devant leur fille.
Adonis perd également sa mère peu de temps après, cette dernière ayant subi un AVC. En deuil, Adonis s'explique avec Bianca sur le passé qu'il a eu avec Damian, et la raison de leur séparation : vingt ans auparavant, Adonis a agressé un homme nommé Leon, qui le battait régulièrement quand il était en maison d'accueil. Pour défendre Adonis attaqué par les amis de Leon, Damian a sorti un pistolet, mais des policiers sont arrivés à ce moment. Si Adonis a réussi à s'échapper, Damian a été emprisonné. Rongé par sa fuite, Adonis se jugeait redevable envers Damian. Une seule solution s'impose pour Adonis : sortir de sa retraite et défier Damian sur le ring.
A l'issue de plusieurs semaines de préparation, les deux boxeurs s'affrontent dans le Dodger Stadium, plein à craquer. Si Damian prend le dessus dans les premiers rounds, les deux anciens amis se rendent coup pour coup dans un match acharné. Au douzième et dernier round, Adonis parvient à trouver la faille et met KO Damian, reconquérant son titre de champion du monde par la même occasion. Après le match, Adonis retrouve Damian dans les vestiaires, lui demandant pardon pour avoir fui et l'avoir oublié pendant 18 ans. Adonis rejoint ensuite Bianca et Amara sur le ring avant de quitter le stade.

## Fiche technique
Sauf indication contraire, les informations mentionnées dans cette section peuvent être confirmées par la base de données cinématographiques IMDb,  présente dans la section « Liens externes ».
- Titre français complet : Creed 3 : La Relève de Rocky Balboa
- Titre original : Creed III
- Réalisation : Michael B. Jordan
- Scénario : Keenan Coogler et Zach Baylin, d'après une histoire de Ryan Coogler et d'après les personnages créés par Sylvester Stallone
- Musique : Joseph Shirley
- Décors : Jahmin Assa
- Costumes : Lizz Wolf
- Photographie : Kramer Morgenthau
- Montage : Tyler Nelson
- Production : William Chartoff, Ryan Coogler, Jonathan Glickman, Charles Winkler, David Winkler et Irwin Winkler

Producteurs délégués : Zinzi Coogler, Sev Ohanian et Adam Rosenberg
- Sociétés de production : Metro-Goldwyn-Mayer, Chartoff-Winkler Productions, Glickmania, New Line Cinema et Proximity
- Sociétés de distribution : United Artists (États-Unis), Warner Bros. (international)
- Budget : n/a
- Pays de production :  États-Unis
- Langue originale : anglais, langue des signes américaine
- Format : couleur
- Genre : drame sportif
- Durée : 116 minutes
- Dates de sortie[1] :
  - France : 1er mars 2023
  - États-Unis : 3 mars 2023
- Classification :
  - France : Tous publics
  - États-Unis : PG-13 (les enfants de moins de 13 ans non accompagnées)

## Distribution
- Michael B. Jordan (VF : Jean-Baptiste Anoumon ; VQ : Fred-Éric Salvail) : Adonis Creed
- Tessa Thompson (VF : Fily Keita ; VQ : Marie-Evelyne Lessard) : Bianca Creed
- Jonathan Majors (VF : Mohad Sanou ; VQ : Fayolle Jean Jr.) : Damian Anderson
- Wood Harris (VF : Lucien Jean-Baptiste ; VQ : Widemir Normil) : Tony « Little Duke » Burton
- Phylicia Rashād (VF : Maïk Darah ; VQ : Claudine Chatel) : Mary Anne Creed
- Mila Davis-Kent : Amara Creed
- Jacob "Stitch" Duran : Stitch
- Florian Munteanu (VF : Jochen Hägele) : Viktor Drago
- Jose Benavidez (VF : Benjamin Penamaria ; VQ : Nicolas Centeno Benoît) : Felix Chavez
- Selenis Leyva (VF : Ethel Houbiers ; VQ : Alice Pascual) : Laura Chavez
- Tony Bellew (VF : Pascal Nowak) : Ricky « Pretty » Conlan
- Aaron D. Alexander (VF : Frantz Confiac) : Leon
- Thaddeus J. Mixson (VF : Simon Koukissa-Barney ; VQ : Lyndz Dantiste) : Adonis, à 15 ans
- Spence Moore II (VF : Alex Fondja ; VQ : Rodley Pitt) : Damian, à 18 ans
- Kenny Bayless (VF : Jean-Paul Pitolin) : lui-même
- Jessica McCaskill (VF : Zina Khakhoulia) : elle-même
- Todd Grisham (en) (VF : Christophe Agius ; VQ : Frédéric Paquet) : lui-même
- Mauro Ranallo (VF : Philippe Chéreau ; VQ : Benoît Rousseau) : lui-même
- Al Bernstein (VF : Jean-Claude Donda) : lui-même
- Russell Mora (VF : Jacques Bouanich) : lui-même
- Stephen A. Smith (VF : Frantz Confiac) : lui-même
- David Diamante (VF : Xavier Fagnon) : lui-même
- Tony Weeks (VF : Rody Benghezala) : lui-même
- Chris Mannix (VF : Jérémy Prévost) : lui-même

Sources : VF[réf. nécessaire] ; VQ

## Production

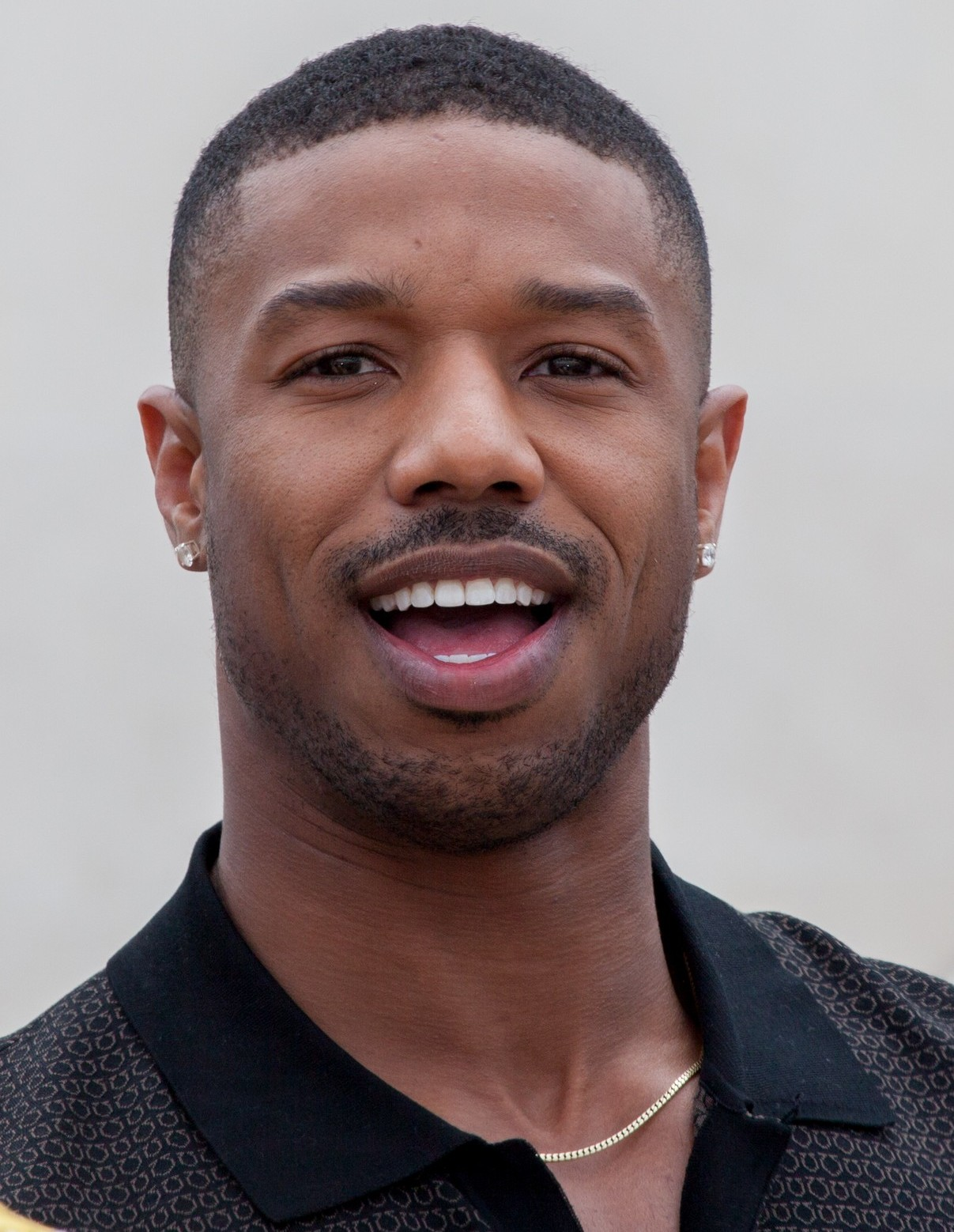
L'acteur Michael B. Jordan

### Genèse et développement
En décembre 2018, Sylvester Stallone exprime son envie de voir le boxeur poids lourds Deontay Wilder incarner le fils de Clubber Lang, antagoniste principal de Rocky 3 (1982), dans un éventuel nouveau film de la franchise Rocky. En septembre 2019, Michael B. Jordan confirme que Creed III est officiellement en développement.
En février 2020, Zach Baylin est annoncé comme scénariste. En octobre 2020, il est annoncé, qu'en plus de reprendre son rôle d'Adonis Creed, Michael B. Jordan sera également le réalisateur de Creed III, une grande première pour lui,,. Ce souhait vient des producteurs, dont Irwin Winkler, qui auraient fait cette offre à l'acteur.

### Attribution des rôles
En avril 2021, Sylvester Stallone annonce qu'il n'incarnera pas Rocky Balboa dans le film. En juin 2021, Jonathan Majors est évoqué pour incarner le rival d'Adonis. Sa présence est officiellement confirmée en novembre 2021.
En avril 2022, il est annoncé que Wood Harris et Florian Munteanu vont rependre leurs rôles respectifs des films précédents. Selenis Leyva, Thaddeus J. Mixson, Spence Moore II ou encore Mila Davis-Kent rejoignent eux aussi la distribution.

### Tournage
Le tournage débute en janvier 2022 à Atlanta.

## Bande originale

### Original Motion Picture Soundtrack
Bandes originales de Rocky
Creed 2
(2018)
La musique originale du film est composée par Joseph Shirley, qui succède à Ludwig Göransson, à l'oeuvre sur les deux précédents films.
| 1.  | Run It Suite (Vocal Version)                       |  |
| 2.  | Checkmate                                          |  |
| 3.  | Diamond Dame                                       |  |
| 4.  | Tea Party                                          |  |
| 5.  | Adonis and Damian                                  |  |
| 6.  | Underdog                                           |  |
| 7.  | Damian's Plan                                      |  |
| 8.  | Amara                                              |  |
| 9.  | A New Contender                                    |  |
| 10. | Showtime Promo                                     |  |
| 11. | Viene por Sangre – Felix Walkout (featuring JVZEL) |  |
| 12. | Dame v. Felix                                      |  |
| 13. | The Letters                                        |  |
| 14. | Mary Anne                                          |  |
| 15. | Stop Running                                       |  |
| 16. | Training Montage (featuring Baby Rose)             |  |
| 17. | The Void (avec Maiya Sykes)                        |  |
| 18. | Round 12                                           |  |
| 19. | The Champ                                          |  |

### Creed III: The Soundtrack
Singles
1. Ma Boy
Sortie : 3 février 2023
2. Blood, Sweat & Tears
Sortie : 22 février 2023

Tout comme le précédent film, un album rap accompagne la sortie du film, Creed III: The Soundtrack, est produit par le label Dreamville Records de J. Cole.
| Liste des titres | Liste des titres                                          | Liste des titres | Liste des titres                                                                                    | Liste des titres | Liste des titres | Liste des titres | Liste des titres | Liste des titres | Liste des titres |
| No               | Titre                                                     | Auteur | Producteur(s)                                                                                       | Durée            |                  |                  |                  |                  |                  |
| ---------------- | --------------------------------------------------------- | --- | --------------------------------------------------------------------------------------------------- | ---------------- | ---------------- | ---------------- | ---------------- | ---------------- | ---------------- |
| 1.               | Culture (Mez, Reason, Symba & 8AE)                        | - Anthony Parrino - Carl McCormick - Jason Wool - Mario Dragoi - Morris W. Ricks II - Robert Lee Gill Jr - Sylvian Mabe                                                                                   | - Cardiak - Elite - Pluss - Mario Luciano                                                           | 3:50             |                  |                  |                  |                  |                  |
| 2.               | Ma Boy (J.I.D & Lute)                                     | - Asheton Hogan - Benjamin Wilson - Destin Route - Feliciano Ecar Ponce - Harissis Tsakmaklis - John Welch - Jorge Miguel Cardoso Augusto - Luther Nicholson - Luzian Gregor Tuetsch - Morris W. Ricks II | - Pluss - Christo - Ben10k - Bass Charity                                                           | 2:46             |                  |                  |                  |                  |                  |
| 3.               | Anthem (Big Sean & EST Gee)                               | - George Stone III - Marquez Parker - Sean Michael Leonard Anderson - Taylor Hill - Thomas Brown - Tommy Parker                                                                                           | - Mr. Parker - Taylor Hill - Tommy Brown - Tommy Parker                                             | 2:05             |                  |                  |                  |                  |                  |
| 4.               | Adonis Interlude (The Montage) (J. Cole)                  | - Jermaine Cole - Andre R. Young - Marshall Mathers - Shari Watson - Shawn Carter - William Griffin | - Dr. Dre                                                                                           | 1:35             |                  |                  |                  |                  |                  |
| 5.               | Greater (Ari Lennox)                                      | - Courtney Salter - Anthony Parrino - Kelvin Wooten | - Elite - Wu10                                                                                      | 3:13             |                  |                  |                  |                  |                  |
| 6.               | Ogogoro (Bas & Ayra Starr)                                | - Abbas Hamad - Ayra Starr - Jarrett Goodly - Peter Kelvin Udoma Amba | - Kel-P - Sensei Bueno                                                                              | 2:30             |                  |                  |                  |                  |                  |
| 7.               | Just Face It (Blxst)                                      | - Chauncey Alexander Hollis Jr - Dustin James Corbett - Matthew Burdette | - Hit-Boy - Corbett                                                                                 | 2:07             |                  |                  |                  |                  |                  |
| 8.               | Headhunters (Westside Boogie & Cozz featuring Kevin Ross) | - Anthony Dixson - Cody Osagie - David Medina - Frank "Nitty" Brim - Jarrett Goodly - Kaleb Nathan Rollins - Kevin Ross - Marc Soto                                                                       | - ClickNPress - Sensei Bueno - SoundWavVe (Diamond)                                                 | 2:44             |                  |                  |                  |                  |                  |
| 9.               | Jack (EarthGang featuring Buddy)                          | - Eian Parker - Olu Fann - Simmie Sims III - Anthony Clemons Jr. - Asheton Hogan | - Pluss                                                                                             | 3:53             |                  |                  |                  |                  |                  |
| 10.              | Hate Me Now (Arin Ray, Mereba & Omen)                     | - Amindi - Anthony Parrino - Antoine Harris - Arin Ray - Damon Coleman - David Medina - Jaasu Mallory - Jarrett Goodly - Margaux Whitney - Marian Mereba - Oladotun Oyebadejo Jr. - Oluwatoroti Oke       | - Elite - SoundWavVe (Diamond) - Yuli - Jay Kurzweil Oyebadejo - Sensei Bueno - Sonic Major - Jaasu | 5:12             |                  |                  |                  |                  |                  |
| 11.              | Talk To Me (Omen, Ari Lennox & OG DAYV)                   | - Courtney Salter - Damon Coleman - Larry D. Griffin, Jr - Maurice Nichols - Miles Franklin - Noah David Coogler                                                                                          | - Super Miles - S1 - Lonestarrmuzik                                                                 | 3:22             |                  |                  |                  |                  |                  |
| 12.              | Lay Up (SiR featuring Syd)                                | - Darryl Farris - Davion Farris - Sydney Bennet | - LordQuest                                                                                         | 3:28             |                  |                  |                  |                  |                  |
| 13.              | Long The Way (Morray)                                     | - Caleb Anthony Shannon - Morae Ruffin - Rendull Middleton - Tahj Morgan - Tyrese McGriff | - JetsonMade - Kay - Lil Tyh - PG RA                                                                | 2:59             |                  |                  |                  |                  |                  |
| 14.              | In The Room (J.I.D, Tierra Whack & BJ the Chicago Kid)    | - Asheton Hogan - Bryan James Sledge - Destin Route - Frank "Nitty" Brim - Thomas Brown - Tierra Whack - Tyrone Griffin, Jr.                                                                              | - Pluss - Tommy Brown - Ty Dolla $ign                                                               | 2:52             |                  |                  |                  |                  |                  |
| 15.              | Shadows (Kehlani)                                         | - Steven Franks - Thomas Brown | - Tommy Brown - Mr. Franks                                                                          | 2:53             |                  |                  |                  |                  |                  |
| 16.              | Burn Bridges (Lute, Cozz, Reason & Arin Ray)              | - Alessandro Hug - Anthony Parrino - Antoine Harris - Arin Ray - Cody Osagie - Emilia Taubic - Jiovanni Romano - Joshua Morgan - Lucien Spielmann - Luther Nicholson - Robert Lee Gill Jr                 | - Elite - Al Hug - Emilia Anastazja - Ruck P                                                        | 4:13             |                  |                  |                  |                  |                  |
| 17.              | Heavy Is The Head (Baby Rose)                             | - David Medina - Frank "Nitty" Brim - Jarrett Goodly - Jasmine Rose Wilson - Kaleb Nathan Rollins - Marc Soto - Oladotun Oyebadejo Jr. - Oluwatoroti Oke - Omar Grand                                     | - ClickNPress - SoundWavVe (Diamond) - Sonic Major - Jay Kurzweil Oyebadejo - Sensei Bueno          | 3:02             |                  |                  |                  |                  |                  |
| 18.              | Blood, Sweat & Tears (Bas & Black Sherif featuring Kel-P) | - Abbas Hamad - Mohammed Ismail Sharrif - Peter Kelvin Udoma Amba | - Bueno - Kel-P                                                                                     | 3:42             |                  |                  |                  |                  |                  |
| 53:52            |                                                           | | |                  |                  |                  |                  |                  |                  |

## Sortie et accueil

### Dates de sortie
Creed 3 devait initialement sortir aux États-Unis le 23 novembre 2022. Cependant, en juillet 2022, la sortie américaine est repoussée au 3 mars 2023.
En France, le film sort le 1er mars et reçoit un bon accueil dans les salles, tant par la critique professionnelle que par le public.

### Débordements en salles
Au moment de sa sortie en France, les projections du film ont été émaillées par des scènes de violences, plus ou moins intenses. La police est parfois amenée à intervenir pour calmer les rixes, comme ce fut le cas au multiplexe Megarama de Saint-Étienne. La police a ainsi procédé à l'arrestation d'une vingtaine de personnes sur un total de 300 spectateurs et spectatrices.
Ces phénomènes de violence ont poussé certains groupes de distribution à annuler les projections. Ce fut le cas du groupe Cinémonde, présent en Haute-Savoie. Parfois, ce sont les élus eux-mêmes qui prennent la décision, comme ce fut le cas à Cogolin dans le Var. Là-bas, le maire a interdit la projection du film pendant une quinzaine de jours.
Des débordements en Suisse sont également constatés, notamment au cinéma Palace de Wetzikon ou encore au cinéma Rex, à Uznach. Le phénomènes seraient amplifiés par les réseaux sociaux, entre autres TikTok, où les mots-clefs du film y ont été mentionné plus de 2,5 milliards de fois.

### Accueil critique
Dans le monde anglo-saxon, Creed 3 reçoit de la part de l’agrégateur Rotten Tomatoes la note de 88 % pour un total de 293 critiques. Le site Metacritic donne quant à lui la note de 73⁄100 pour un total de 60 critiques.
En France, le site Allociné donne la note de 2,8⁄5, après avoir recensé 18 critiques de presse.

### Box-office
| Pays ou région        | Box-office        | Date d'arrêt du box-office | Nombre de semaines |
| --------------------- | ----------------- | -------------------------- | ------------------ |
| États-Unis Canada     | 156 248 615 $     | 18 mai 2023                | 11                 |
| France                | 2 301 074 entrées | 25 avril 2023              | 8                  |
| Total hors États-Unis | +119 000 000, USD | -                          | -                  |
| Total mondial         | +275 248 615, USD | -                          | -                  |

#### France
Pour son premier jour d'exploitation en France, Creed III a réalisé 241 359 entrées, dont 55 906 en avant-première, pour un total de 2 382 séances proposées. En comptant l’ensemble des billets vendus pendant ce premier jour, le film se positionne en première place du box-office des nouveautés pour sa journée de démarrage, devant Les Petites Victoires (41 763). Ce résultat est très supérieur à ceux enregistrés pour les deux premiers volets de la trilogie ; Creed et Creed II avaient respectivement démarré à 97 271 et 163 607 entrées.
Au bout d’une première semaine d’exploitation dans les salles françaises, le long-métrage totalise 1 105 921 entrées, pour une première place au box-office hebdomadaire, devant Alibi.com 2 (400 063). Le film réalise le meilleur démarrage de la franchise Creed en France, devant Creed II et ses 833 000 entrées. Toutefois, si l'on comptabilise les films Rocky, Creed III arrive second derrière Rocky IV et ses 1 846 150 entrées.

#### Amérique du Nord
Pour son premier week-end d'exploitation, Creed 3 se positionne d'entrée de jeu à la première position en ayant engrangé 58 658 008 $, devant les 12,5 millions de $ d'Ant-Man et la Guêpe : Quantumania. Le film fait plus que ses deux précédents volets, respectivement 29,6 M$ et 35,5 M$. Dans le monde entier, à la fin de ces trois premiers jours, le film totalise déjà plus de 100 M$.
Au bout d'une semaine, le film cumule 74 185 274 $. À l'issue de son second week-end d'exploitation outre-Atlantique, Creed III franchit la barre symbolique des 100 000 000 $ à domicile.